# Повторная свадьба
«Повторная свадьба» — советская мелодрама, поставленная режиссёром Георгием Натансоном в 1975 году.

## Сюжет
Молодой мужчина — интеллигентный, спокойный и рассудительный, проживший более пяти лет в браке, — встречает восемнадцатилетнюю девушку, влюбляется в неё и уходит из семьи. Однако, прожив с ней несколько месяцев, возвращается к жене. Жена Настя прощает Илью, но Наталью — фронтовичку, мать героини, настораживает то, как дочь говорит о муже: «С ним весело и легко, у него такое чувство юмора!» Когда-то её тоже оставил муж, не выдержавший проверки расстояниями — после распределения Наталью отправили работать врачом в сельскую местность, а муж остался жить в городе, где вскоре встретил другую женщину.
Параллельно развивается роман дочери соседки — подруги Натальи Аси. Она выбрала путь, которым когда-то не смог пройти муж Натальи — решила после окончания института ехать с женихом по распределению туда, куда его направят. Её мать — женщина, придерживающаяся мещанских ценностей,[каких?] узнает об этом от Аси случайно — она сообщает дочери, что виделась с родителями её избранника Васи и договорилась обо всем, включая место жительства молодожёнов после свадьбы. Ася в гневе сообщает матери о скором отъезде.
Тем временем в городе появляется та самая девушка Лида, к которой уходил Илья. Она ходит за ним по пятам, подкарауливает его у подъезда Насти, находит в ресторане, где герои празднуют примирение супругов. Девушка говорит Илье о своей любви к нему, обещает, что они будут жить отдельно от её матери и просит ехать с ней домой в Москву. Илья подробно объясняет ей, что его чувства к ней остыли, поэтому он вернулся к жене. Он просит её скорее вернуться в Москву. «Телеграфисточка», как презрительно называла её Настя, возвращается в свой гостиничный номер, она долго вспоминает счастливые минуты, проведённые с Ильёй. Потом выходит на балкон.
Настя и Илья собираются в Москву. В дверях появляется отец Аси, который сообщает, что чуть не опоздал, потому что с 10 этажа гостиницы выбросилась девушка, и из-за приезда карет скорой помощи и милиции образовалась пробка в центре города. Потрясенные гибелью совершенно постороннего им человека, все замирают. В этот миг Илья с хлопком открывает бутылку шампанского и разливает его по бокалам, сообщив параллельно героям о том, что каждый час в мире умирает 3 тысячи человек.
Проходит время, и Наталья получает от Насти письмо — она ушла от Ильи сама. Толчком послужил приход к ним домой матери возлюбленной Ильи, которая хотела лишь узнать о последних днях дочери. Она даже не упрекнула его ни в чём, но Илья говорил о том, что она неправильно воспитывала дочь и наверное, у дочери были гены, толкнувшие её на самоубийство.

## В ролях
- Зинаида Дехтярёва — Наталья Петровна Ермолова, мать Насти
- Андрей Миронов — Илья, муж Насти
- Ирина Калиновская — Настя
- Людмила Макарова — Мария Аркадьевна, мать Аси
- Михаил Кузнецов — Павел Прокофьевич, отец Аси
- Наталья Егорова — Лида, любовница Ильи
- Марина Дюжева — Ася
- Игорь Костолевский — Вася, молодой человек Аси
- Всеволод Сафонов — Фёдор Кузьмич, первый секретарь горкома партии
- Леонид Куравлёв — Михайлов, заведующий горздравотделом
- Станислав Чекан — Пётр Николаевич, директор цементного завода